# Campionato mondiale femminile under 17 di calcio 2016
Il Campionato mondiale femminile under 17 di calcio 2016, quinta edizione della manifestazione organizzata dalla Fédération Internationale de Football Association (FIFA) e destinata alle nazionali di calcio femminile al di sotto dei 17 anni d'età, si è disputato in Giordania dal 30 settembre al 21 ottobre 2016. La Corea del Nord ha vinto il titolo per la seconda volta nella sua storia sportiva, battendo in finale il Giappone detentore del titolo.
Benché il ruolo delle donne nello sport sia stato considerato controverso a causa del conservatorismo culturale e religioso in alcuni paesi del Medio Oriente, l'organizzazione federale mondiale è riuscita con questo torneo a disputare la prima coppa del mondo femminile nella regione.

## Selezione della nazione organizzatrice
A seguito della richiesta emanata dalla FIFA per l'organizzazione del torneo con scadenza maggio 2013, presentarono un'offerta le federazioni calcistiche delle seguenti nazioni:
- Bahrein
- Giordania
- Irlanda del Nord
- Sudafrica

Il 5 dicembre 2013 il Comitato Esecutivo FIFA della FIFA annunciò che il torneo avrebbe avuto luogo in Giordania.

## Stadi
Le tre città scelte per ospitare gli incontri furono Amman, Irbid e al-Zarqa, che avviarono uno sviluppo delle infrastrutture degli impianti sportivi interessati e delle relative aree circostanti. La Greater Amman Municipality e l'alto consiglio per la gioventù si sono assunti l'onere dello sviluppo dell'infrastruttura, dividendone la responsabilità al 30% per la prima e il 70% per il secondo.
| Amman                       | Amman Zarqa Irbid | Amman                    |
| --------------------------- | ----------------- | ------------------------ |
| Amman International Stadium | Amman Zarqa Irbid | King Abdullah II Stadium |
|                             | Amman Zarqa Irbid |                          |
| Capacità: 23,000            | Amman Zarqa Irbid | Capacità: 18,000         |
| Zarqa                       | Amman Zarqa Irbid | Irbid                    |
| Prince Mohammed Stadium     | Amman Zarqa Irbid | Al-Hassan Stadium        |
|                             | Amman Zarqa Irbid |                          |
| Capacità: 17,000            | Amman Zarqa Irbid | Capacità: 15,000         |

## Squadre qualificate
Alla fase finale hanno avuto accesso 16 squadre in rappresentanza delle proprie nazioni. Oltre alla Giordania, automaticamente qualificata come nazione organizzatrice, le altre 15 nazionali si qualificarono da sei diversi competizioni continentali. L'assegnazione degli slot venne pubblicata nel giugno 2014. Ogni federazione ha iscritto una squadra di 21 giocatrici (tre delle quali nel ruolo di portiere) nate tra il 1º gennaio 1999 e il 31 dicembre 2001, le cui rose sono state ufficialmente annunciate il 23 settembre 2016.
| Confederazione                            | Torneo di qualificazione               | Qualificata/e               |
| ----------------------------------------- | -------------------------------------- | --------------------------- |
| AFC (Asia)                                | Campionato asiatico Under-16 2015      | Corea del Nord Giappone     |
| CAF (Africa)                              | Campionato africano Under-17 2016      | Camerun Ghana Nigeria       |
| CONCACAF (Nord, Centro America & Caraibi) | Campionato nordamericano Under-17 2016 | Canada Messico Stati Uniti  |
| CONMEBOL (Sud America)                    | Campionato sudamericano Under-17 2016  | Brasile Paraguay Venezuela  |
| OFC (Oceania)                             | Campionato oceaniano Under-17 2016     | Nuova Zelanda               |
| UEFA (Europa)                             | Campionato europeo Under-17 2016       | Germania Inghilterra Spagna |
| Nazione ospitante                         | Nazione ospitante                      | Giordania                   |

## Fase a gironi
Il piazzamento delle squadre viene definito in base ai seguenti criteri:
1. numero di punti ottenuti in tutti gli incontri del girone
2. differenza reti in tutti gli incontri del girone
3. numero di gol segnati in tutti gli incontri del girone

Se, dopo l'applicazione di questi criteri, due o più squadre sono ancora in parità si seguono questi criteri:
1. numero di punti ottenuti negli scontri diretti
2. differenza reti negli scontri diretti
3. numero di gol segnati negli scontri diretti
4. sorteggio

Le prime due classificate di ogni girone si qualificano ai quarti di finale.

### Gruppo A
| Pos. | Squadra       | Pt | G | V | N | P | GF | GS | DR  |
| ---- | ------------- | -- | - | - | - | - | -- | -- | --- |
| 1.   | Messico       | 7  | 3 | 2 | 1 | 0 | 10 | 2  | +8  |
| 2.   | Spagna        | 7  | 3 | 2 | 1 | 0 | 9  | 1  | +8  |
| 3.   | Nuova Zelanda | 3  | 3 | 1 | 0 | 2 | 5  | 7  | -2  |
| 4.   | Giordania     | 0  | 3 | 0 | 0 | 3 | 1  | 15 | -14 |

| Arbitro: | Yeimy Martinez |

|                                                         |           |  |
| Espinosa 18’ Ovalle 36’ Lopez 68’ Avalos 81’ Torres 87’ | Marcatori |  |

| Arbitro: | Marie-Soleil Beaudoin |

|  |           |                                               |
|  | Marcatori | 6’, 27’, 42’, 47’ (rig.), 79’ Lorena 89’ Pina |

| Arbitro: | Park Ji-Yeong |

|                   |           |  |
| Laia 80’ Pina 85’ | Marcatori |  |

| Arbitro: | Finau Vulivuli |

|               |           |                                               |
| Abu-Sabbah 6’ | Marcatori | 13’ Enrigue 17’ Cázares 54’ Ovalle 85’ Juárez |

| Arbitro: | Aissata Amegee |

|                                       |           |  |
| Tawharu 5’, 90’ Blake 28’, 76’, 90+2’ | Marcatori |  |

| Arbitro: | Ledya Tafesse |

|         |           |              |
| Eva 58’ | Marcatori | 56’ Espinosa |

### Gruppo B
| Pos. | Squadra   | Pt | G | V | N | P | GF | GS | DR |
| ---- | --------- | -- | - | - | - | - | -- | -- | -- |
| 1.   | Germania  | 7  | 3 | 2 | 1 | 0 | 5  | 2  | +3 |
| 2.   | Venezuela | 6  | 3 | 2 | 0 | 1 | 5  | 3  | +2 |
| 3.   | Canada    | 4  | 3 | 1 | 1 | 1 | 4  | 5  | -1 |
| 4.   | Camerun   | 0  | 3 | 0 | 0 | 3 | 3  | 7  | -4 |

| Arbitro: | Kate Jacewicz |

|             |           |                   |
| Cazorla 61’ | Marcatori | 7’ Gwinn 74’ Bühl |

| Arbitro: | Sandra Braz |

|                      |           |                                              |
| Djoubi 17’ Dabda 42’ | Marcatori | 3’ Huitema 78’ (rig.) Stratigakis 83’ Taylor |

| Arbitro: | Yoshimi Yamashita |

|                        |           |                |
| Castellanos 20’, 90+4’ | Marcatori | 90+3’ Takounda |

| Arbitro: | Regildenia Moura |

|             |           |          |
| Gwinn 45+2’ | Marcatori | 20’ Rose |

| Arbitro: | Olga Zadinová |

|  |           |                            |
|  | Marcatori | 30’ Castellanos 74’ Moreno |

| Arbitro: | Park Ji-Yeong |

|                        |           |  |
| Gwinn 15’ Oberdorf 72’ | Marcatori |  |

### Gruppo C
| Pos. | Squadra        | Pt | G | V | N | P | GF | GS | DR |
| ---- | -------------- | -- | - | - | - | - | -- | -- | -- |
| 1.   | Corea del Nord | 7  | 3 | 2 | 1 | 0 | 7  | 3  | +4 |
| 2.   | Inghilterra    | 5  | 3 | 1 | 2 | 0 | 5  | 4  | +1 |
| 3.   | Brasile        | 3  | 3 | 1 | 0 | 2 | 2  | 3  | -1 |
| 4.   | Nigeria        | 1  | 3 | 0 | 1 | 2 | 0  | 4  | -4 |

| Arbitro: | Olga Zadinová |

|  |           |              |
|  | Marcatori | 42’ Micaelly |

| Arbitro: | Ledya Tafesse |

|                                    |           |                                                    |
| Brazil 20’ Stanway 33’ Russo 90+4’ | Marcatori | 29’ Sung Hyang-sim 67’ Kim Pom-ui 84’ Ko Kyong-hui |

| al-Zarqa 4 ottobre 2016, ore 16:00 UTC+3 | Nigeria            | 0 – 0 referto | Inghilterra | Prince Mohammed Stadium (664 spett.)\| Arbitro: \| Ekaterina Koroleva \| |
| Arbitro:                                 | Ekaterina Koroleva |               |             |                                                                          |

| Arbitro: | Anastasija Pustovojtova |

|  |           |                |
|  | Marcatori | Ri Hae-yon 71’ |

| Arbitro: | Marie-Soleil Beaudoin |

|                          |           |  |
| Ri Hae-yon 30’, 45’, 83’ | Marcatori |  |

| Arbitro: | Kate Jacewicz |

|             |           |                                  |
| Kerolin 36’ | Marcatori | 45+3’ (rig.), 60’ (rig.) Stanway |

### Gruppo D
| Pos. | Squadra     | Pt | G | V | N | P | GF | GS | DR  |
| ---- | ----------- | -- | - | - | - | - | -- | -- | --- |
| 1.   | Giappone    | 9  | 3 | 3 | 0 | 0 | 13 | 2  | +11 |
| 2.   | Ghana       | 6  | 3 | 2 | 0 | 1 | 3  | 6  | -3  |
| 3.   | Stati Uniti | 3  | 3 | 1 | 0 | 2 | 9  | 6  | +3  |
| 4.   | Paraguay    | 0  | 3 | 0 | 0 | 3 | 1  | 12 | -11 |

| Arbitro: | Miriam Patricia Leon Serpas |

|  |           |                                              |
|  | Marcatori | 7’ Ueki 18’, 21’ Endō 26’ Takarada 83’ Chiba |

| Arbitro: | Anastasija Pustovojtova |

|                                                                |           |            |
| Tagliaferri 11’ Kuhlmann 14’, 49’, 87’ Pickett 69’ Sanchez 82’ | Marcatori | 53’ Fretes |

| Arbitro: | Laura Fortunato |

|                |           |                                           |
| Tagliaferri 5’ | Marcatori | 63’ Gi. Acheampong 84’ (rig.) Owusu-Ansah |

| Arbitro: | Esther Azzopardi |

|  |           |                                                       |
|  | Marcatori | 4’ Takahashi 29’, 39’ (rig.), 44’ Nojima 89’ Takarada |

| Arbitro: | Yeimy Martinez |

|                                 |           |                           |
| Ueki 53’ Kanno 75’ Miyazawa 77’ | Marcatori | 33’, 90+1’ (rig.) Sanchez |

| Arbitro: | Finau Vulivuli |

|  |           |                 |
|  | Marcatori | 68’ Owusu-Ansah |

## Fase finale

### Tabellone
|  | Quarti di finale         | Quarti di finale         |                          |        | Semifinali                | Semifinali                |  |  | Finale                   | Finale |
|  |                          |                          |                          |        |                           |                           |  |  |                          |        |
|  | 12 ottobre - Amman (AIS) |                          |                          |        |                           |                           |  |  |                          |        |
|  |                          |                          |                          |        |                           |                           |  |  |                          |        |
|  | Messico                  | 1                        |                          |        |                           |                           |  |  |                          |        |
|  | Messico                  | 1                        | 17 ottobre - Amman (KAS) |        |                           |                           |  |  |                          |        |
|  | Venezuela                | 2                        |                          |        |                           |                           |  |  |                          |        |
|  | Venezuela                | 2                        | Venezuela                | 1      |                           |                           |  |  |                          |        |
|  | 13 ottobre - Irbid       |                          | Venezuela                | 1      |                           |                           |  |  |                          |        |
|  |                          | Corea del Nord           | 3                        |        |                           |                           |  |  |                          |        |
|  | Corea del Nord           | Corea del Nord           | 3                        | 2      |                           |                           |  |  |                          |        |
|  | Corea del Nord           |                          | 21 ottobre - Amman (AIS) | 2      |                           |                           |  |  |                          |        |
|  | Ghana                    | 1                        |                          |        |                           |                           |  |  |                          |        |
|  | Ghana                    | 1                        | Corea del Nord (dtr)     | 0 (5)  |                           |                           |  |  |                          |        |
|  | 12 ottobre - Amman (AIS) |                          | Corea del Nord (dtr)     | 0 (5)  |                           |                           |  |  |                          |        |
|  |                          | Giappone                 | 0 (4)                    |        |                           |                           |  |  |                          |        |
|  | Germania                 | Giappone                 | 0 (4)                    | 1      |                           |                           |  |  |                          |        |
|  | Germania                 | 17 ottobre - Amman (KAS) |                          | 1      |                           |                           |  |  |                          |        |
|  | Spagna (dtr)             | 2                        |                          |        |                           |                           |  |  |                          |        |
|  | Spagna (dtr)             | 2                        | Spagna                   | 0      | Finale per il terzo posto | Finale per il terzo posto |  |  |                          |        |
|  | 13 ottobre - Irbid       |                          | Spagna                   | 0      | Finale per il terzo posto | Finale per il terzo posto |  |  |                          |        |
|  |                          | Giappone                 | 3                        |        |                           |                           |  |  |                          |        |
|  | Giappone                 | Giappone                 | 3                        | 3      | Venezuela                 | 0                         |  |  |                          |        |
|  | Giappone                 |                          |                          | 3      | Venezuela                 | 0                         |  |  |                          |        |
|  | Inghilterra              | 0                        |                          | Spagna | 4                         |                           |  |  |                          |        |
|  | Inghilterra              | 0                        |                          |        | 4                         |                           |  |  |                          |        |
|  |                          |                          |                          |        |                           |                           |  |  | 21 ottobre - Amman (AIS) |        |
|  |                          |                          |                          |        |                           |                           |  |  |                          |        |

### Quarti di finale
| Arbitro: | Anastasija Pustovojtova |

|             |           |                      |
| Enrigue 34’ | Marcatori | 35’, 39’ Castellanos |

| Arbitro: | Sandra Braz |

|                |           |                    |
| Oberdorf 90+4’ | Marcatori | 9’ Natalia 36’ Eva |

| Arbitro: | Laura Fortunato |

|                                        |           |                    |
| Kim Pom-ui 33’ (rig.) Ja Un-yong 90+4’ | Marcatori | 81’ Gi. Acheampong |

| Arbitro: | Ekaterina Koroleva |

|                         |           |  |
| Endō 3’ Ueki 45+1’, 80’ | Marcatori |  |

### Semifinali
| Arbitro: | Olga Zadinová |

|  |           |                                              |
|  | Marcatori | 15’ Kim Pom-ui 71’ Ja Un-yong 89’ Ri Hae-yon |

| Arbitro: | Marie-Soleil Beaudoin |

|  |           |                                            |
|  | Marcatori | 14’, 76’ (rig.) Takahashi 48’ (aut.) Lucía |

### Finale per il 3º posto
| Arbitro: | Ledya Tafesse |

|  |           |                              |
|  | Marcatori | 17’ Eva 53’, 78’, 87’ Lorena |

### Finale
| Arbitro: | Kate Jacewicz |

|                                                              |                      |                                          |
| Ja Un-yong Kim Pom-ui Sung Hyang-sim Ri Hae-yon Ri Kum-hyang | Tiri di rigore 5 – 4 | Ueki Wakisaka Takahashi Kanekatsu Nagano |

## Classifica marcatori
| Gol |  |  | Giocatore         | Squadra        |
| --- |  |  | ----------------- | -------------- |
| 8   |  |  | Lorena Navarro    | Spagna         |
| 5   |  |  | Ri Hae-yon        | Corea del Nord |
| 5   |  |  | Deyna Castellanos | Venezuela      |
| 4   |  |  | Riko Ueki         | Giappone       |
| 3   |  |  | Georgia Stanway   | Inghilterra    |
| 3   |  |  | Giulia Gwinn      | Germania       |
| 3   |  |  | Jun Endō          | Giappone       |
| 3   |  |  | Sakura Nojima     | Giappone       |
| 3   |  |  | Hana Takahashi    | Giappone       |
| 3   |  |  | Hannah Blake      | Nuova Zelanda  |
| 3   |  |  | Kim Pom-ui        | Corea del Nord |
| 3   |  |  | Eva María Navarro | Spagna         |
| 3   |  |  | Civana Kuhlmann   | Stati Uniti    |
| 3   |  |  | Ashley Sanchez    | Stati Uniti    |

## Premi
Al termine del torneo sono stati assegnati questi premi:
| Pallone d'oro         | Pallone d'argento | Pallone di bronzo |
| --------------------- | ----------------- | ----------------- |
| Fūka Nagano           | Sung Hyang-sim    | Deyna Castellanos |
| Scarpa d'oro          | Scarpa d'argento  | Scarpa di bronzo  |
| Lorena Navarro        | Ri Hae-yon        | Deyna Castellanos |
| 8 reti                | 5 reti            | 5 reti            |
| Guanto d'oro          |                   |                   |
| Noelia Ramos          |                   |                   |
| Premio Fair Play FIFA |                   |                   |
| Giappone              |                   |                   |